# Forever Is the World
Forever Is the World (с англ. — «Вечен мир») — седьмой и последний студийный альбом норвежской готик-метал-группы Theatre of Tragedy, выпущенный 18 сентября 2009 года на лейбле AFM Records.
Продюсером альбома стал Алекс Майклебуст (Alex Møklebust), который также занимался микшированием и выступил музыкальным инженером, дополнительными инженерами стали Мадс Стёрикершен (Mads Størkersen) и Александр Ньюхус (Aleksander Nyhus). Запись Forever Is the World происходила в студиях Room 13 и Suksesslaboratoriet. Бьёрн Энгелманн (Björn Engelmann) занимался мастерингом в студии Cutting Room в Швеции.
Помимо Theatre of Tragedy в написании материала принял участие Кристиан Сигланд (Kristian Sigland), он был задействован в написании «Revolution» и «Frozen».
Промофото группы были сделаны Фредриком Ранге (Fredrik Ringe) в студии Mimikk fotostudio в Норвегии.

## Обложка
Обложка была создана Томасом Эверхардом (Thomas Ewerhard), который уже рисовал обложки для альбомов Assembly и Storm. Обложка является по сути коллажем, включающем в себя элементы обложек предыдущих релизов группы.

## Список композиций
Слова и музыка всех песен — Theatre of Tragedy.
| №   | Название               | Длительность |
| --- | ---------------------- | ------------ |
| 1.  | «Hide and Seek»        | 5:24         |
| 2.  | «A Nine Days Wonder»   | 5:17         |
| 3.  | «Revolution»           | 4:04         |
| 4.  | «Transition»           | 4:59         |
| 5.  | «Hollow»               | 6:10         |
| 6.  | «Astray»               | 3:42         |
| 7.  | «Frozen»               | 5:20         |
| 8.  | «Illusions»            | 4:45         |
| 9.  | «Deadland»             | 4:40         |
| 10. | «Forever Is the World» | 4:40         |

| №   | Название              | Длительность |
| --- | --------------------- | ------------ |
| 8.  | «Empty (bonus track)» | 4:03         |
| 11. | «The Breaking»        | 4:26         |

## Над альбомом работали

### Основной состав
- Нелл Сигланд — вокал
- Раймонд Истван Рохони — вокал, программирование
- Франк Клёуссен — гитара
- Вегард К. Торсен — гитара
- Лорентс Аспен — клавишные
- Хейн Фроде Хансен — ударные

### Приглашённые музыканты
- Магнус Вэстгаард (Magnus Westgaard) — бас-гитара

### Производство
- Алекс Майклебуст (Alex Møklebust) — продюсирование, инженерия, микширование
- Pzy-clone — редактирование ударных, дополнительная аранжировка струнных
- Бьёрн Энгелманн (Björn Engelmann) — мастеринг
- Томас Эверхард (Thomas Ewerhard) — обложка